# Torsten Sense
Torsten Sense (* 11. September 1961 in Berlin) ist ein deutscher Musiker, Komponist, Schauspieler, Synchron- und Hörspielsprecher. Darüber hinaus führt er Dialogregie. Einem breiten Publikum ist seine Stimme vor allem durch die Synchronisation des Schauspielers Val Kilmer in den 1980er und 1990er Jahren bekannt sowie für Bradley Darryl Wong als Dr. Henry Wu in der Jurassic-Park-Filmreihe. Seit 1982 ist Sense als freischaffender Komponist tätig.

## Schauspiel

### Theater
Torsten Sense wuchs in Berlin auf und erlernte ab Beginn seines fünften Lebensjahres das Klavierspiel.
Nach ersten Engagements am Theater des Westens agierte Sense unter der Regie von Samuel Beckett in der Inszenierung Warten auf Godot am Berliner Schillertheater (1975), die als eine der besten gilt. Ab seinem vierzehnten Lebensjahr erhielt er Kompositionsunterricht und besuchte parallel das humanistische Goethe-Gymnasium in Berlin-Wilmersdorf. Nach seinem Abitur mit den Schwerpunkten Alt-Griechisch und Deutsch schloss sich im Jahr 1980 eine zweijährige Schauspielausbildung an der Privatschule von Marlise Ludwig an.
Mit der männlichen Hauptrolle des Ottokar folgte 1982 ein Engagement in Heinrich von Kleists Drama Die Familie Schroffenstein an der Tribüne Berlin unter der Regie von Rainer Behrend. In der Komödie Ein Käfig voller Narren von Jean Poiret übernahm Sense 1983 die Rolle des Sohns Laurent am Theater am Kurfürstendamm, 1984 die Rolle des Langzeitverschollenen Jan in Albert Camus’ Das Missverständnis am Jungen Theater Berlin. Im selben Jahr startete das ZDF mit der Ausstrahlung der Fernsehserie Ravioli, in der Sense die Rolle des Max–Leo verkörperte. 1987 war er in Peter Handkes Sprechstück „Kaspar“ als Protagonist sowie in Goethes Lustspiel Die Mitschuldigen in der Rolle des Anselmus an der Vaganten Bühne Berlin zu sehen. An gleicher Spielstätte folgten 1989 Engagements in Bernard-Marie Koltès’ „In der Einsamkeit der Baumwollfelder“ sowie in einer von Joachim Nottke bearbeiteten Fassung von Brambilla nach E. T. A. Hoffmann. Regie führte Katja Nottke.

### Synchronisation
Einem breiten Publikum ist Senses Stimme aus der deutschen Filmsynchronisation bekannt. Während der 1980er und 1990er Jahren wurde er wiederkehrend auf Val Kilmer besetzt, darunter als Jim Morrison in Oliver Stones The Doors (1992), Michael Manns Thriller Heat (1995), Joel Schumachers Comicverfilmung Batman Forever (1995) und Phillip Noyce’ The Saint – Der Mann ohne Namen (1997). Zu weiteren markanten Einsätzen zählen seine deutschsprachige Umsetzung von Hauptdarsteller Kyle MacLachlan als Agent Dale Cooper in der Serie Twin Peaks (1991), von Kevin Bacon als Henri Young in Murder in the First (1996), von Billy Zane als Cal Hockley in Titanic (1997), von Nicolas Cage als Seth in Stadt der Engel (1998) und von Heath Ledger als Patrick Verona in 10 Dinge, die ich an Dir hasse (1999). Im Zeichentrickfilm Das letzte Einhorn (1982) synchronisierte er die Figur des Zauberers Schmendrick. Dialogregie führte er unter anderem in Spiel auf Zeit (1998), High Fidelity (2000) und  Control (2007). 1993 sowie von 2015 bis 2022 lieh er Bradley Darryl Wong in der Rolle des Dr. Henry Wu in der Jurassic-Park-Filmreihe seine Stimme. Diese Rolle übernahm er auch in den 2018 und 2021 veröffentlichten Videospielen Jurassic World Evolution und Jurassic World Evolution 2. Seit 2014 führt er vor allem Dialogregie zum Beispiel bei den Netflix-Serien Heartbreak High, Florida Man und Pax Massilia oder den Filmen My Bookshop, Devotion oder Kneecap.

### Hörbuch und Hörspiel
Neben der Synchronisation stellt Torsten Sense seine Stimme verschiedenen Hörproduktionen zur Verfügung. Während seiner Jugend wurde er unter anderem auf Festrollen in Kinderhörspielreihen wie Burg Schreckenstein oder auf Gastrollen in Die drei Fragezeichen besetzt. In der auf der gleichnamigen Romanreihe basierenden Dreamland Hörspielserie Tony Ballard agiert Sense seit 2007 in der Hauptrolle des Privatdetektivs.
In „Der Ruf des Dämon: Wälder der Finsternis“ nach H. P. Lovecraft wurde Sense 2006 neben Simon Jäger als Erzähler eingesetzt. Für das Internet Hörbuchportal Audible las er im Jahr 2009 „Der Simulant“, „Lullaby“ und „Flug 2039“ des US-amerikanischen Autors Chuck Palahniuk. Zudem trug er in Hörspielen zur musikalischen Begleitung bei, darunter in der von Lauscherlounge Records produzierten Serie „DODO“ von Ivar Leon Menger und Neil Gaimans „Die Messerkönigin“.

## Musik und Komposition
Parallel zu seiner Tätigkeit als Schauspieler setzte Torsten Sense seine Kompositionsstudien bei Karl Heinz Wahren, Wilhelm Dieter Siebert und Gerald Humel fort.
Aus Anlass seines Musiktheaterstücks „Anima“ wurde Sense 1985 vom Deutsch-Französischen Jugendwerk nach Frankreich eingeladen, um die Produktion mit Künstlern beider Nationen zu realisieren.
Der Zusammenarbeit mit der Gruppe Neue Musik Berlin folgte eine Reihe von Aufführungen seiner Kammermusik, vor dem Hintergrund seiner schauspielerischen Tätigkeit an diversen Berliner Theatern wurden ihm zudem in steigender Anzahl Aufträge für Bühnenmusik zuteil.
Darüber hinaus erweiterte Sense sein Betätigungsfeld um den Bereich der Filmmusik. So komponierte er entweder allein oder in Zusammenarbeit mit Michael Duwe und Ben Gash Musik für Kinofilme wie Drei Chinesen mit dem Kontrabass (1999), Dokumentarfilme wie die ZDF-Reihe Sphinx – Geheimnisse der Geschichte, Fernsehserien wie Polizeiruf 110: Pech und Schwefel (2003), Die Maß ist voll (2004), Taubers Angst (2006), Tatort: Hitchcock und Frau Wernicke (2010) als auch Kindersendungen wie Siebenstein und Löwenzahn.
Anlässlich des zehnten Todestags von Kurt Cobain komponierte Torsten Sense im Jahr 2004 das Stück „Requiem für Kurt“ für drei Konzertflügel und sieben Kontrabässe, das wenig später im Vertrieb der Edel Classics GmbH als Tonträger veröffentlicht wurde.
Eine von Sense initiierte Veranstaltung, an der auch Oliver Korittke als Sprecher einer Lesung mitwirkte, wurde im selben Jahr im Berliner Stilwerk uraufgeführt.
2010 zog er sich weitgehend aus dem Filmmusikgeschäft zurück, um sich wieder mehr der zeitgenössischen Musik zu widmen und neue Kompositionstechniken zu entwickeln. Seit 2014 erhalten seine Kompositionen zahlreiche Preise und Auszeichnungen bei internationalen Kompositionswettbewerben. 2024 wurde sein Stück „on solid ground“ für Kammerorchester auf den „Frühjahrstagen der Neuen Musik“ in Weimar uraufgeführt und erhielt den dritten Preis.

### Konzertstücke (Kammermusik und Orchesterwerke)
- 1985: Segment einer unendlichen Metamorphose, für Kirchenorgel, Uraufführung im Würzburger Dom
- 1985: Sextett, für Flöte, Fagott, Schlagzeug und Streichtrio, Neue Gruppe Berlin, Uraufführung im Staatlichen Institut für Musikforschung
- 1986: Rondo für Streichquartett, Neue Musik Berlin, Uraufführung in der Akademie der Künste
- 1988: Klavierquintett, für Klavier und Streichquartett, Neue Musik Berlin, Uraufführung im Hamburger Bahnhof, Festival Klangbrücken
- 1988: Tetraktys, für Flöte, Violoncello und Cembalo, Uraufführung in der Nikolaikirche Berlin
- 1990: Konzert für Klarinette, Violine, Viola, Violoncello und Kontrabass, Uraufführung in der Akademie der Künste
- 1992: Skala, für Klavier und Kontrabass, Uraufführung in der Akademie der Künste
- 1996: Cantus für Elias Alder, für Orchester, Uraufführung in Zürich
- 1997: Lass alles was du hast, für Bariton, Oboe, Harfe und Orchester, Uraufführung in Zürich
- 1999: Parlando Piano, für Klavier, Uraufführung in der Schwartz’sche Villa Berlin
- 2001: Zigzag, für Altflöte und Harfe Uraufführung im Hotel Savoy Berlin
- 2004: Requiem für Kurt, für drei Konzertflügel und sieben Kontrabässe, Uraufführung im Stilwerk Berlin
- 2014: „Die Einsamkeit des Funkers“ für Bassetthorn und Orgel, 3. Preis beim „Internationalen Orgelkompositionswettbewerb Saarlouis 2014“
- 2018: „ai vivi“ für Klarinette, Violine, Violoncello und Klavier, 1. Preis bei der „4th International Composition Competition GMCL Lisboa“ 2019
- 2017: „Wonderlands“ für Bigband und kleines Orchester, 1. Preis bei der „European Composer Competition“ des Franz Schubert Konservatoriums Wien 2021
- 2024: „on solid ground“ für Kammerorchester, 3. Preis bei den „Frühjahrstagen der Neuen Musik“ in Weimar 2024

### Musiktheater (Tanztheater, Kammeroper und Bühnenmusik)
- 1983: Macht Spiele, Rockrevue mit Texten von Kleist, Camus, Goethe u. a., für sieben Schauspieler und Rockband am Jungen Theater Berlin
- 1985: Anima, für eine Sängerin, einen Tänzer, einen Schauspieler, Flöte, Klarinette, Trompete, Posaune und Tuba in Cap-d’Ail (Frankreich)
- 1986: Der goldne Topf von E. T. A. Hoffmann, für fünf Schauspieler, Violoncello, Klavier und Kontrabass an der Vaganten Bühne Berlin
- 1986: Ballettprobe, für eine Tänzerin und Klavier im Berliner Quartier Latin
- 1986: Stazione Termini von Karl Valentin, Bühnenmusik für Trompete und Kontrabass im SO36, Theaterkollektiv Gaukelstuhl
- 1986: Bäcker, Bäckerin und Bäckerjunge von Jean Anouilh, Bühnenmusik für Violine, Klavier und Synthesizer an der Tribüne Berlin
- 1989: Berlin – dein Tänzer ist der Tod, für einen Tänzer, sieben Schauspieler, Saxophon, Posaune, E-Gitarre und elektrische Bassviolone an der Tribüne Berlin
- 1990: Neruda, szenische Lesung für eine Schauspielerin und zwei Musiker an der Vaganten Bühne Berlin
- 1992: The Joy of Beautiful Pancakes, für drei Darsteller/Musiker, eine Tänzerin, zwei Stepptänzer, eine Sängerin, elektrische Bassviolone, Synthesizer, im KAMA Theater Berlin
- 1994: Musica visuale 5, für einen Tänzer, eine Stimme, Projektionen, elektrische Bassviolone, Elektronik, Live-Sampling, Palmensaal im Alten Esplanade
- 1995: Was ist wirklich wirklich?, für drei Schauspieler/Musiker, Vanganten Bühne Berlin / Gasteig München
- 1996: Goethe!, Revue für drei Schauspieler und drei Musiker an der Tribüne Berlin
- 1997: Hiroshima Mon Amour, Bühnenmusik für Streichtrio an der Vaganten Bühne Berlin
- 2002: Erotic Fairytales, Musical Show von Michael Duwe, Ballettmusiken für Orchester, Brandenburger Theater
- 2007: Akkermann, Tod und Entropie, Kunsthaus Tacheles Berlin

## Filmografie (Auswahl)

### Schauspieler
- 1977: Die drei Klumberger (Fernsehserie)
- 1984: Ravioli (Fernsehserie)
- 1985: Durchreise – Die Geschichte einer Firma (Aufzeichnung aus dem Theater am Kurfürstendamm) – Regie: Jürgen Wölffer
- 1987: Praxis Bülowbogen (Fernsehserie, Folge Eine kleine Nachtmusik)
- 2002: Achterbahn (Fernsehreihe. Folge Fernweh)

### Synchronsprecher
Val Kilmer
- 1984: Top Secret! als  Nick Rivers
- 1988: Willow als Madmartigan
- 1991: The Doors als James Douglas „Jim“ Morrison
- 1993: Tombstone als Doc Holiday
- 1995: Batman Forever als Bruce Wayne / Batman
- 1999: Auf den ersten Blick als Virgil
- 2000: Red Planet als Robby Gallagher
- 2013: Riddle – Jede Stadt hat ihr tödliches Geheimnis als Sheriff Richards
- 2017: Schneemann als Rafto
- 2022: Top Gun: Maverick als Tom Kazansky (Iceman)

Bradley Darryl Wong
- 1993: Jurassic Park als Dr. Henry Wu
- 2015: Jurassic World als Dr. Henry Wu
- 2018: Jurassic World: Das gefallene Königreich als Dr. Henry Wu
- 2018: Bird Box – Schließe deine Augen als Greg
- 2022: Jurassic World: Ein neues Zeitalter als Dr. Henry Wu

Stephen Bogaert
- 2017: Es als Alvin Marsh
- 2019: Es Kapitel 2 als Alvin Marsh

#### Filme
- 1977: Für Jackie Earle Haley in Straße der Verdammnis als Billy
- 1982: Für Alan Arkin in Das letzte Einhorn als Schmendrick
- 1987: Für Neal Jones in Dirty Dancing als Billy Kostecki
- 1990: Für Tony Goldwyn in Ghost – Nachricht von Sam als Carl Bruner
- 1995: Für Dane Clark in Einsatz im Nordatlantik als Johnnie Pulaski
- 1998: Für Nicolas Cage in Stadt der Engel als Seth
- 1999: Für Heath Ledger in 10 Dinge, die ich an dir hasse als Patrick Verona
- 1999: Für Jonathan Silverman in Willkommen in Freak City als Lenny Stanapolous
- 2019: Für Zahn McClarnon in Doctor Sleeps Erwachen als Crow Daddy
- 2024: Für Crispin Glover in Mr. K als Mr. K

#### Serien
- 1981: Für Joe Pantoliano in Hart aber herzlich (Fernsehserie, Folge 2x17 Die Schwestern) als Nate Volkman
- 1983: Für Al Corley in Der Denver-Clan als Steven Carrington
- 1984–1988: Für Jack Coleman in Der Denver-Clan als Steven Carrington
- 1984–1985: Für Christopher Atkins in Dallas als Peter Richards
- 1993: Für Al Corley in Doku: Denver-Clan ohne Maske
- 1991: Für Jonathan Cake in Desperate Housewives als Chuck Vance
- 2014–2015: Für Lou Diamond Phillips in Longmire als Henry Standing Bear
- 2015: In Fate/stay night: Unlimited blade works als Archer / Emia

#### Videospiele
- 2018: Jurassic World Evolution als Dr. Henry Wu
- 2021: Jurassic World Evolution 2 als Dr. Henry Wu